# Gude (langue)
Pour les articles homonymes, voir Gude.
Le gude est une langue tchadique biu-mandara parlée au Nigeria, dans les États d'Adamawa et de Borno, également au Cameroun, à l'Extrême-Nord, dans le département du Mayo-Tsanaga, au sud de l'arrondissement de Bourrha au nord et au nord-ouest de Dourbey, ainsi que dans la Région du Nord, dans l'extrême nord-ouest de l'arrondissement de Mayo-Oulo dans le département du Mayo-Louti. C'est la langue des populations gude.
Le nombre total de locuteurs a été estimé à 90 000, dont 20 000 au Cameroun en 1992.

## Écriture
| ə | a | b | ɓ | c | d | ɗ | e | f | g | h | i | j | k | l | m | n | ŋ | o | p | r | s | t | u | v | w | ʼw | y | ʼy | z |